# Alfred Dove
Alfred Wilhelm Dove (født 4. april 1844 i Berlin, død 19. januar 1916 i Freiburg im Breisgau) var en tysk historiker, søn af Heinrich Dove.
Dove, som blev universitetsprofessor 1874, siden 1897 i Freiburg, skrev Deutsche Geschichte im Zeitalter Friedrich des Grossen und Joseph II I (Gotha 1883) og været en samvittighedsfuld udgiver af Rankes efterladte papirer.